# Haacht
Haacht es un municipio belga perteneciente a la provincia de Brabante Flamenco, en el arrondissement de Lovaina.
A 1 de enero de 2016 tiene 14 296 habitantes. Comprende los deelgemeentes de Haacht, Tildonk y Wespelaar.
Se sitúa sobre la carretera N21, a medio camino entre Bruselas y Aarschot. Está ubicado unos 10 km al norte de Lovaina.
Cuenta con una iglesia dedicada a San Remigio con algunas paredes construidas en 1281, siendo una de las construcciones religiosas más antiguas que se conservan en la zona.

## Demografía

### Evolución
Todos los datos históricos relativos al actual municipio, el siguiente gráfico refleja su evolución demográfica, incluyendo municipios después de efectuada la fusión el 1 de enero de 1977.
| Gráfica de evolución demográfica de Haacht entre 1846 y 2020 |
|                                                              |